# Aurus
Aurus (łac. aurum – złoto, ang. Russia – Rosja) – rosyjski producent samochodów i marka luksusowych samochodów osobowych, która zadebiutowała na targach motoryzacyjnych w Moskwie w 2018 r. modelem Aurus Senat.
Jesienią 2012 r. szef kancelarii prezydenta Rosji Władimira Putina zapowiedział stworzenie marki luksusowych pojazdów dla najwyższych urzędników państwowych w ramach powołanego w tym celu programu Kortież. Z czasem zdecydowano o zwiększeniu grupy docelowej o zamożnych klientów indywidualnych z Rosji i innych państw. Pierwsze pojazdy marki opracowano przy współpracy niemieckich firm ze środków zapewnionych przez spółki arabskie.
W 2019 r. zaczął się proces rejestracji marki w państwach europejskich, jednak spotkał się on z zażaleniami innych koncernów w związku z podobieństwem nazwy Aurus do modeli produkowanych przez te przedsiębiorstwa. Zastrzeżenia złożyły Toyota (model Auris), Lamborghini (model Urus) i Michelin (opony Taurus).

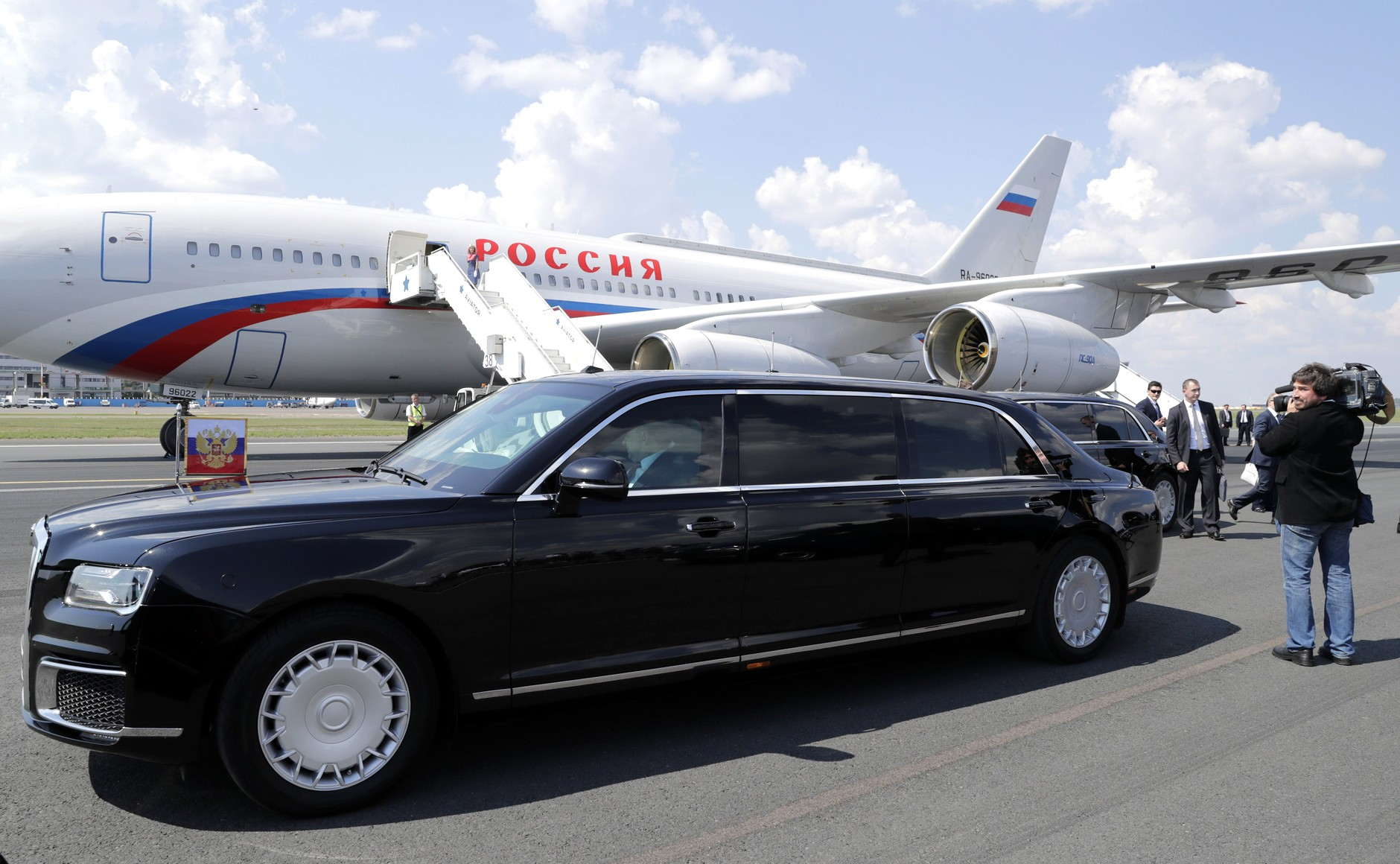
Limuzyna
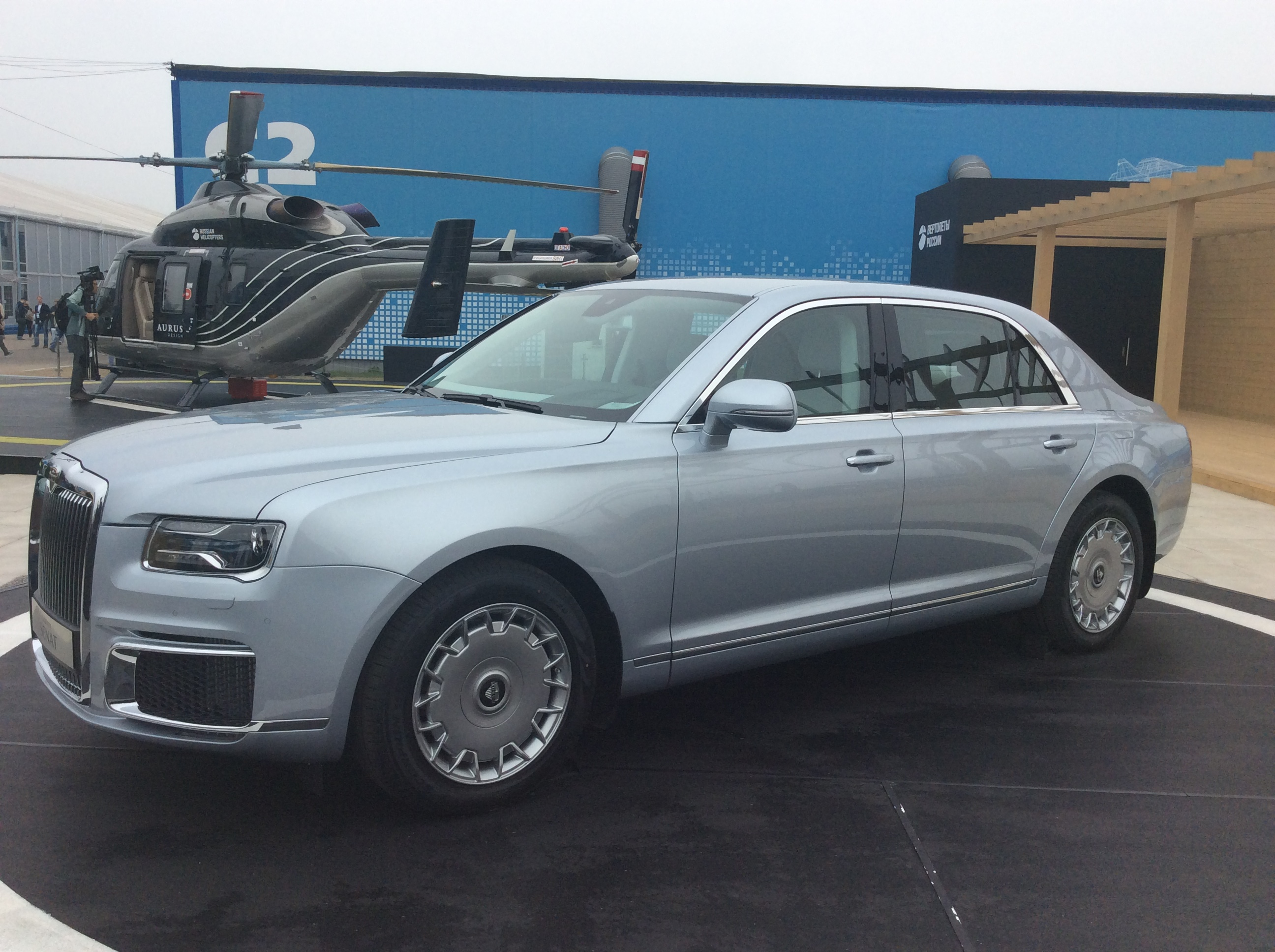
Sedan
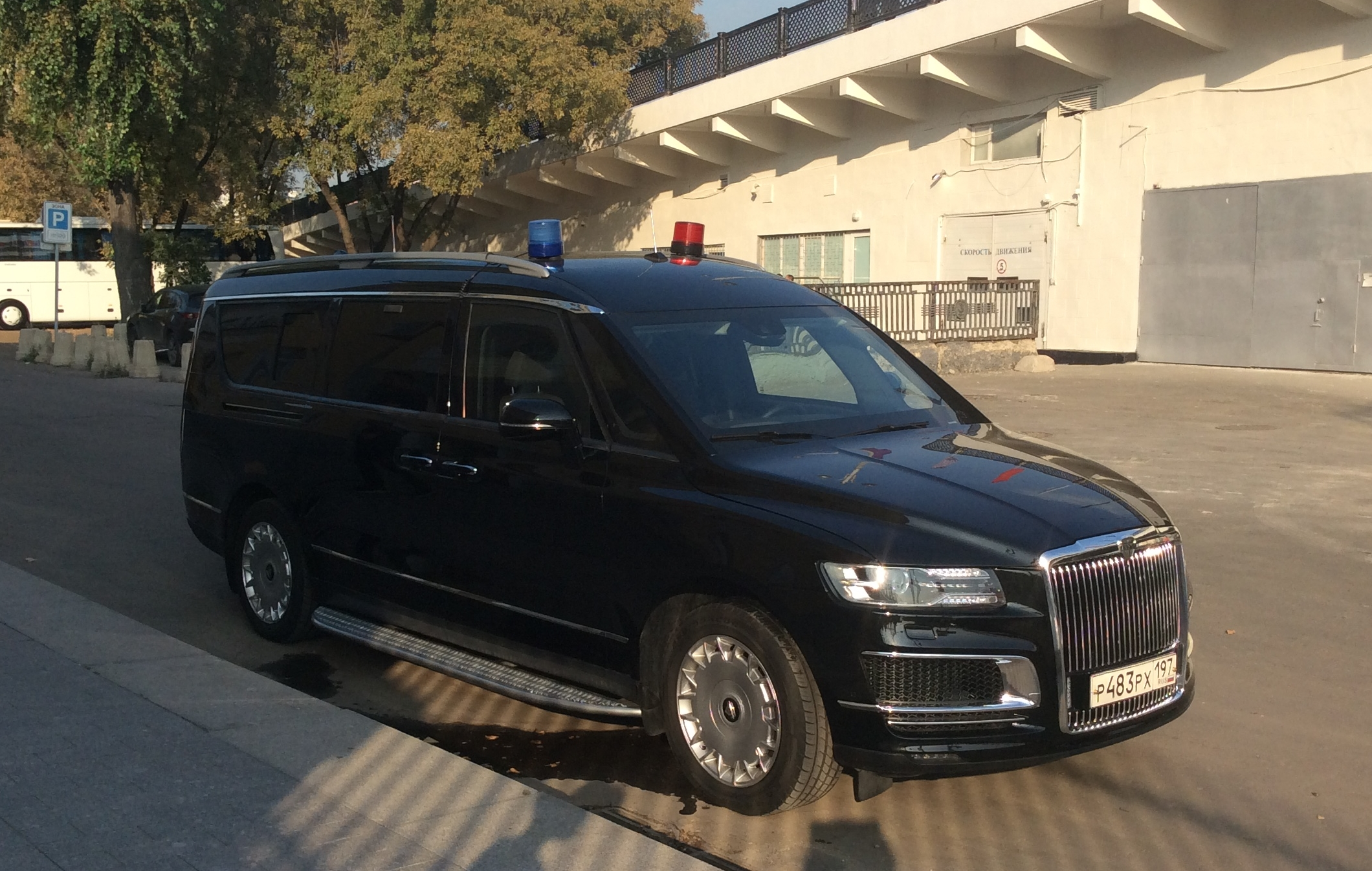
Minivan